# Вишняково (Тверская область)
Вишняко́во — деревня в Калининском районе Тверской области России. Относится к Михайловскому сельскому поселению.
Расположена в 14 км к северу от Твери, на правом берегу реки Ведемья. Рядом деревни Никола и Стрельниково. В 2 км — село Михайловское.
В 1997 году — 12 хозяйств, 21 житель.